# Ibrahim I.
Ibrahim I. (5. studenog 1615. – 12. kolovoza 1648.), osmanski sultan
Ibrahim I. postaje osmanski sultan 9. veljače 1640. godine, poslije smrti brata Murata IV.
Njegov stil vladavine bi se najbolje mogao opisati nadimkom koji on dobiva - ludi.
Tijekom rata s Venecijom Turska biva na moru poražena dok istovremeno na unutrašnjo-političkom planu sve reforme Murata IV. propadaju šaljući carstvo u anarhiju.
Nezadovoljstvo takvom situacijom dovodi do krvavog puča tijekom kojega Ibrahim I. biva ubijen 12. kolovoza 1648., a njegovim nasljednikom se proglašava dijete od 6 godine, to jest Mehmed IV.
| Prethodnik: | Vladar Osmanskog Carstva (1640. – 1648.) | Nasljednik: |
| Murat IV.   | Vladar Osmanskog Carstva (1640. – 1648.) | Mehmed IV.  |